# عندما تتفتح زهرة الكاميليا
عندما تتفتح زهرة الكاميليا (بالكورية: 동백꽃 필 무렵)؛ هو مسلسل كوري جنوبي من بطولة غونغ هيو جن، كانغ ها-نيول، كيم جيسيوك وسون دام بي. تم عرض المسلسل على قناة كي بي إس 2 في الفترة بين 18 سبتمبر حتى 21 نوفمبر 2019.

## روابط خارجية
عندما تتفتح زهرة الكاميليا على موقع IMDb (الإنجليزية)
- عندما تتفتح زهرة الكاميليا على موقع روتن توميتوز (الإنجليزية)
- عندما تتفتح زهرة الكاميليا على موقع نتفليكس (الإنجليزية)
- عندما تتفتح زهرة الكاميليا على موقع كينوبويسك (الروسية)
- عندما تتفتح زهرة الكاميليا على موقع قاعدة بيانات الفيلم (الإنجليزية)